# Чернозёмовка (посёлок)
Чернозёмовка — посёлок в составе Дашковского сельсовета Могилёвского района Могилёвской области Республики Беларусь. Находится рядом с одноимённой железнодорожной станцией на линии Могилёв — Жлобин.

## Географическое положение
Ближайшие населённые пункты: Селец, Новосёлки, Красница-1, Красница-2.